# Gare de Sidi Ali Benyoub
La gare de Sidi Ali Benyoub est une gare ferroviaire algérienne située sur le territoire de la commune de Sidi Ali Benyoub, dans la wilaya de Sidi Bel Abbès.

## Situation ferroviaire
Établie à une altitude de 665,500 m, la gare est située au point kilométrique (PK) 82,365  de la ligne de Oued Tlelat à Béchar, où elle est précédée de la gare de Tabia et suivie de celle de Moulay Slissen.
| \| Sidi Ali Benyoub Sidi Bel Abbès Tabia Moulay Slissen Redjem Demouche \| Localisation de la gare de Sidi Ali Benyoub dans la wilaya de Sidi Bel Abbès. |
| Sidi Ali Benyoub Sidi Bel Abbès Tabia Moulay Slissen Redjem Demouche                                                                                     |

## Histoire
Lors de la colonisation, la gare portait le nom de gare de Chanzy.
La gare est mise en service en 1883 lors de l'ouverture de la section de Tabia à Chanzy (Sidi Ali Benyoub) de la ligne de Tabia à Crampel,.

## Service des voyageurs

### Dessertes
La gare de Sidi Ali Benyoub est desservie par les trains régionaux de la liaison Sidi Bel Abbès - Frenda.